# Élection présidentielle sud-ossète de 2017
L'élection présidentielle de 2017 en Ossétie du Sud se tient le 9 avril 2017 pour élire le président de l'Ossétie du Sud. Anatoli Bibilov est élu dès le premier tour.

## Contexte
L'Ossétie du Sud est une république située dans le Caucase qui a fait unilatéralement sécession de la Géorgie en 1992. Son indépendance n'est pas reconnue par la Géorgie ni par l'Organisation des Nations unies. Elle est reconnue par la Russie depuis 2008, ainsi que par le Nicaragua, le Venezuela, et l'île de Nauru.
Un conflit armé entre la Géorgie et l'Ossétie du Sud a lieu en août 2008. L'Ossétie en ressort alors vainqueur grâce au soutien des forces armées russes,
Le président Sud-ossète Leonid Tibilov est candidat à sa réélection. Il est à l'origine du référendum ayant lieu le même jour que la présidentielle et proposant de modifier le nom du pays en Ossétie du Sud-Alanie et ce afin de le rapprocher de celui de l'Ossétie du Nord-Alanie, une république membre de la fédération de Russie située de l'autre côté de la frontière. Leonid Tibilov a par le passé soutenu le projet de réunification des deux Osséties, pourtant non soutenu par Moscou, mais sans finalement franchir le pas. Son opposant le plus sérieux à la présidentielle, Anatoli Bibilov, est quant à lui partisan d'une réunification au sein de la Russie le plus tôt possible.

## Système électoral
Le président de l'Ossétie du Sud est élu au scrutin uninominal majoritaire à deux tours pour un mandat de 5 ans renouvelable une fois. Est élu le candidat qui recueille la majorité absolue des votes valides au premier tour. À défaut, les deux candidats arrivés en tête au premier tour s'affrontent lors d'un second tour, et celui recueillant le plus de voix est déclaré élu. Pour être reconnu valide, le second tour doit réunir un taux de participation d'au moins 30 % des inscrits.
L'article 48 de la constitution sud-ossète dispose que, pour être candidat, une personne doit être citoyen ossète, avoir au moins 35 ans, avoir le droit de vote, parler les langues nationales et résider sur le territoire sud-ossète depuis au moins 10 ans.

## Résultats
| Candidats                 | Candidats                 | Partis                    | Voix   | %     |
| ------------------------- | ------------------------- | ------------------------- | ------ | ----- |
|                           | Anatoli Bibilov           | Ossétie unie              | 17 736 | 54,80 |
|                           | Leonid Tibilov            | Indépendant               | 10 909 | 33,71 |
|                           | Alan Gagloïev             | Indépendant               | 3 291  | 10,17 |
|                           | « Aucun de ces choix »    | « Aucun de ces choix »    | 429    | 1,33  |
|                           |                           |                           |        |       |
| Votes valides             | Votes valides             | Votes valides             | 32 365 | 95,72 |
| Votes blancs ou invalides | Votes blancs ou invalides | Votes blancs ou invalides | 1 447  | 4,28  |
| Total                     | Total                     | Total                     | 33 812 | 100   |
| Abstention                | Abstention                | Abstention                | 8 647  | 20,37 |
| Inscrits / Participation  | Inscrits / Participation  | Inscrits / Participation  | 42 459 | 79,63 |